# اچ‌ام‌اس ادوایس (۱۷۴۵)
اچ‌ام‌اس ادوایس (۱۷۴۵) (به انگلیسی: HMS Advice (1745)) یک کشتی بود که طول آن ۱۴۰ فوت (۴۲٫۷ متر) بود. این کشتی در سال ۱۷۴۵ ساخته شد.